# 파흐리 코루튀르크
파흐리 코루튀르크(1903년 8월 3일 ~ 1987년 10월 12일)는 터키의 6대 대통령이다.
이스탄불 출생이며 해군사관학교 및 해군대학을 졸업한 후에 1934년 합동참모본부 정보국, 1935~1943년 로마·베를린·스톡홀름 주재 대사관 해군무관을 지냈다. 이후 잠수함대 사령관, 해군소장(1950년), 원양함대 사령관, 해군대장(1957년), 해군참모총장을 역임하고 주소련 대사, 주에스파냐 대사, 무소속 상원의원을 거쳐 1973년 터키의 제6대 대통령이 되었다. 1980년에 무혈 쿠테타로 실각하였고 1987년 10월 12일에 사망하였다.